# Oncosembia biarmata
Oncosembia biarmata är en insektsart som beskrevs av Ross 2003. Oncosembia biarmata ingår i släktet Oncosembia och familjen Anisembiidae. Inga underarter finns listade i Catalogue of Life.